# Neiden

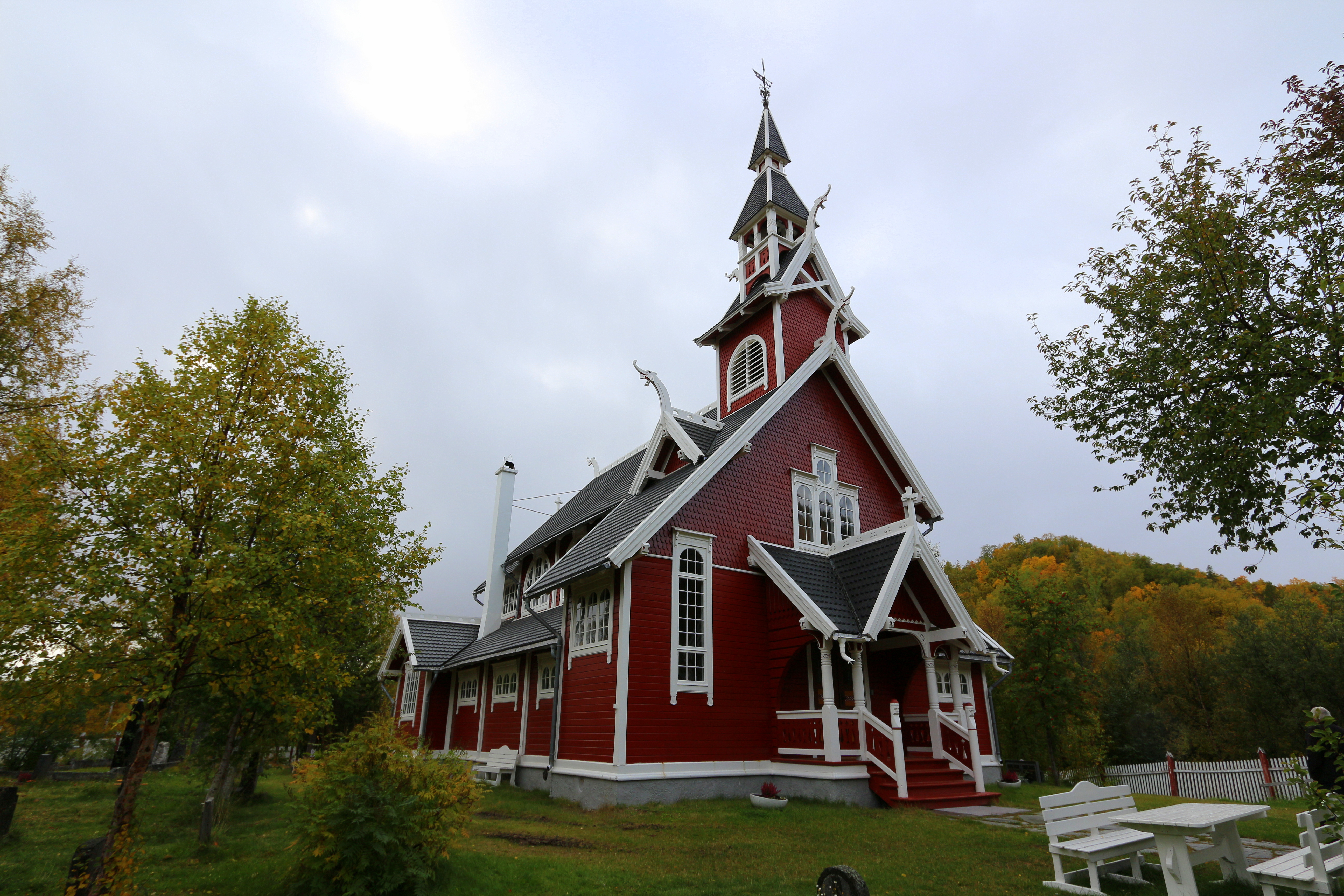
Kirche (2014)

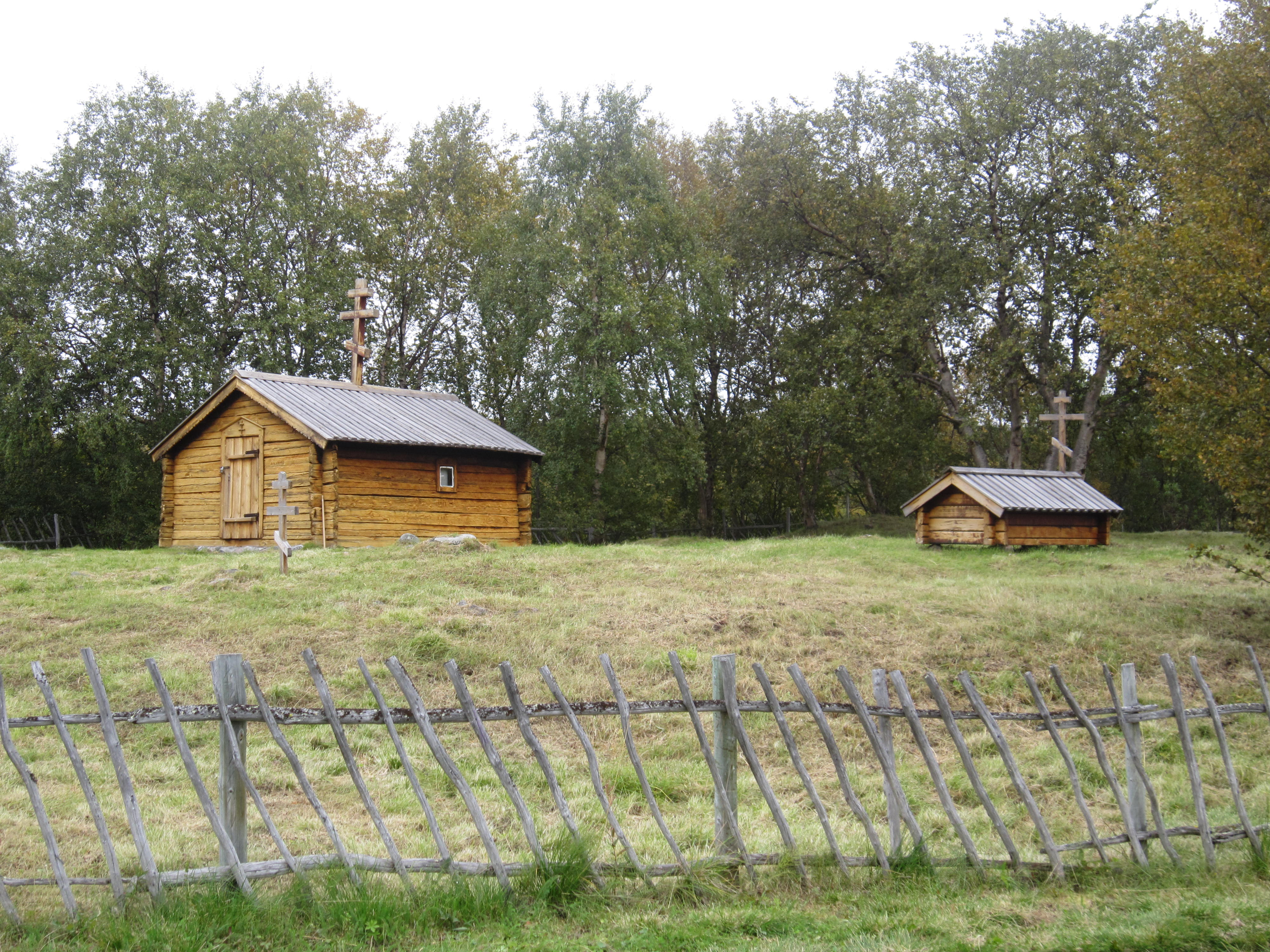
Die skoltsamische orthodoxe St.-Georgs-Kapelle (2010)

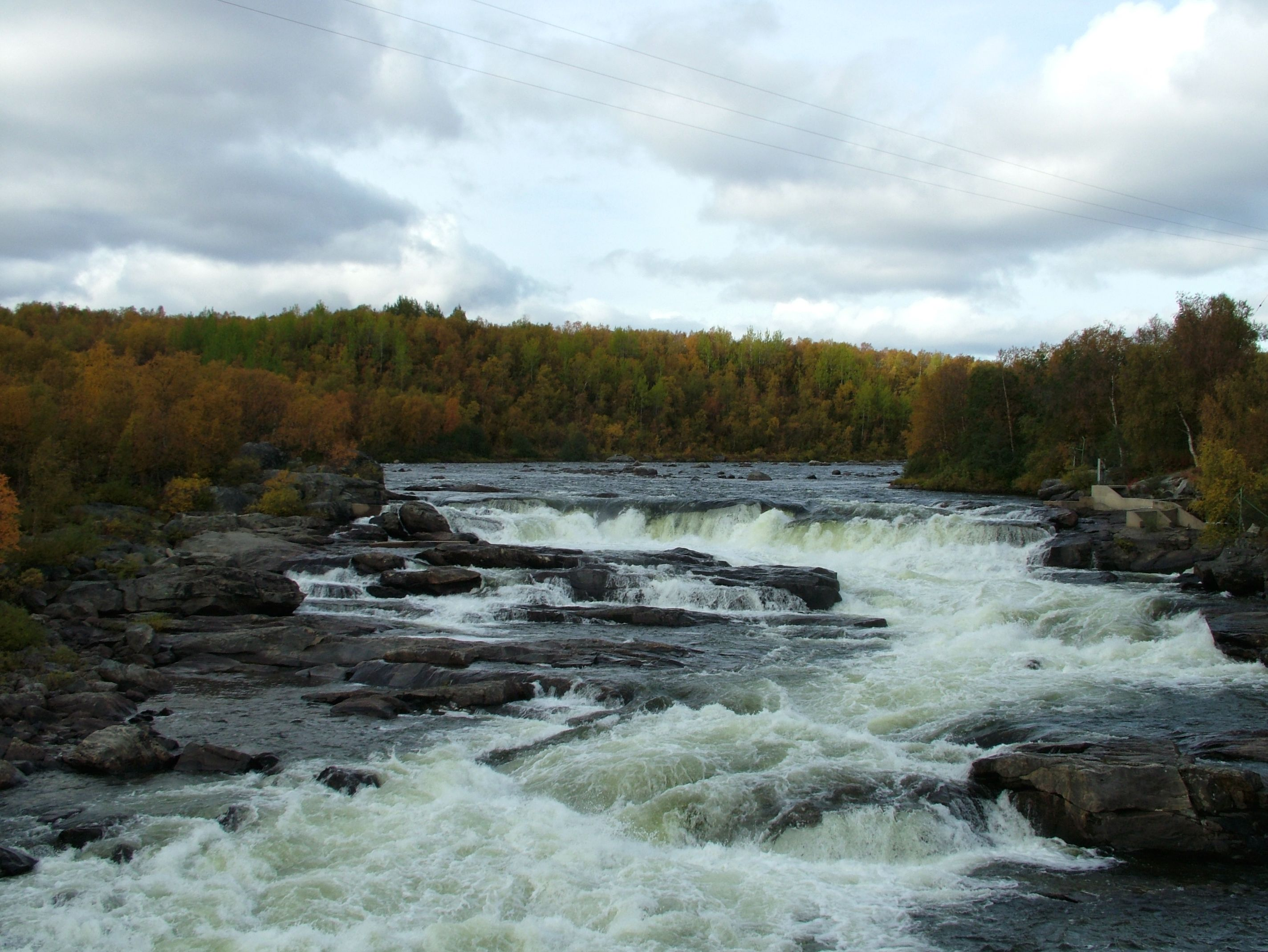
Die Stromschnelle Skoltefossen in der Neidenelv (2007)

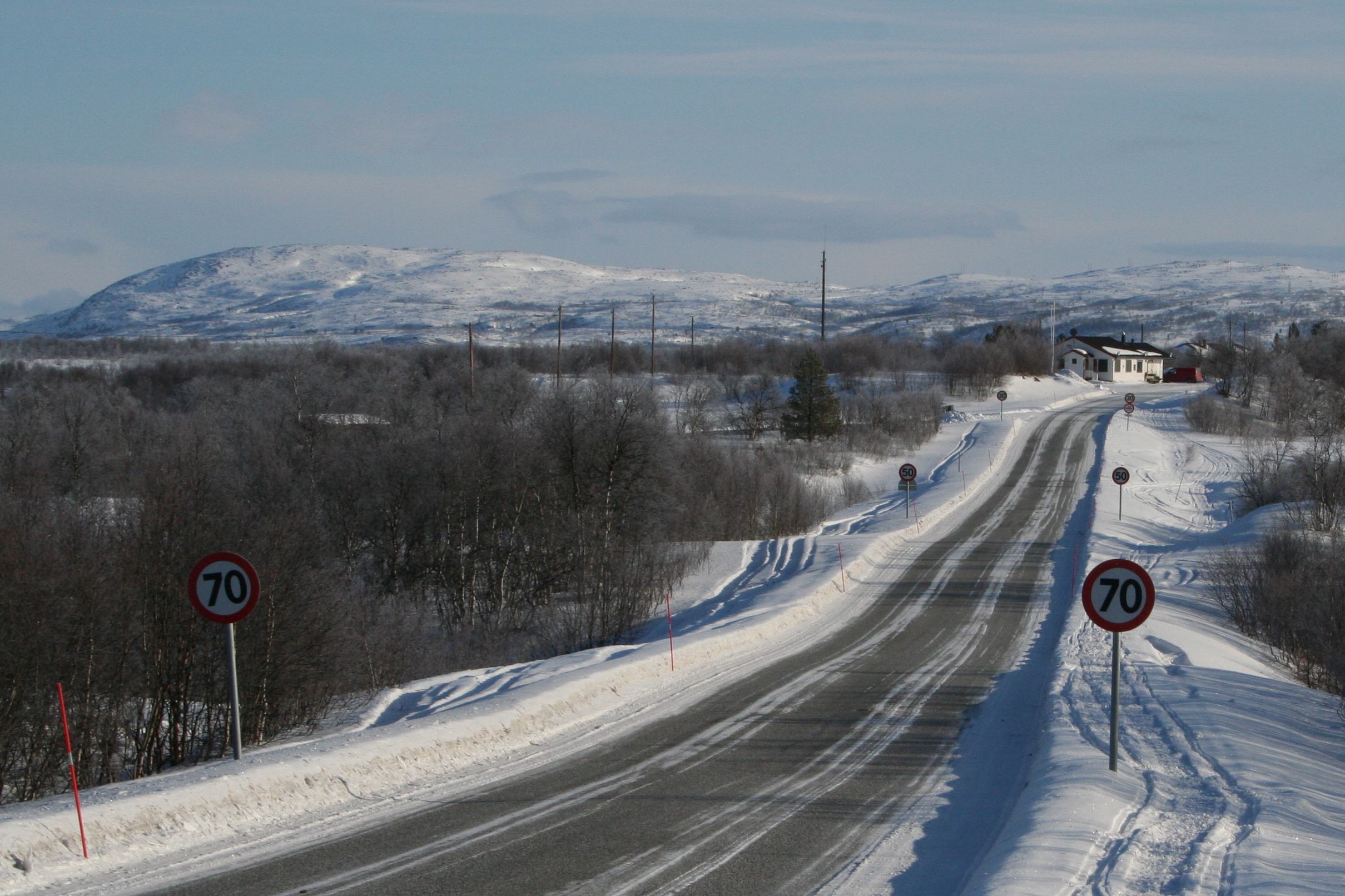
Rv 893 (aus Finnland) mit Zollstation in Øvre Neiden (2012)

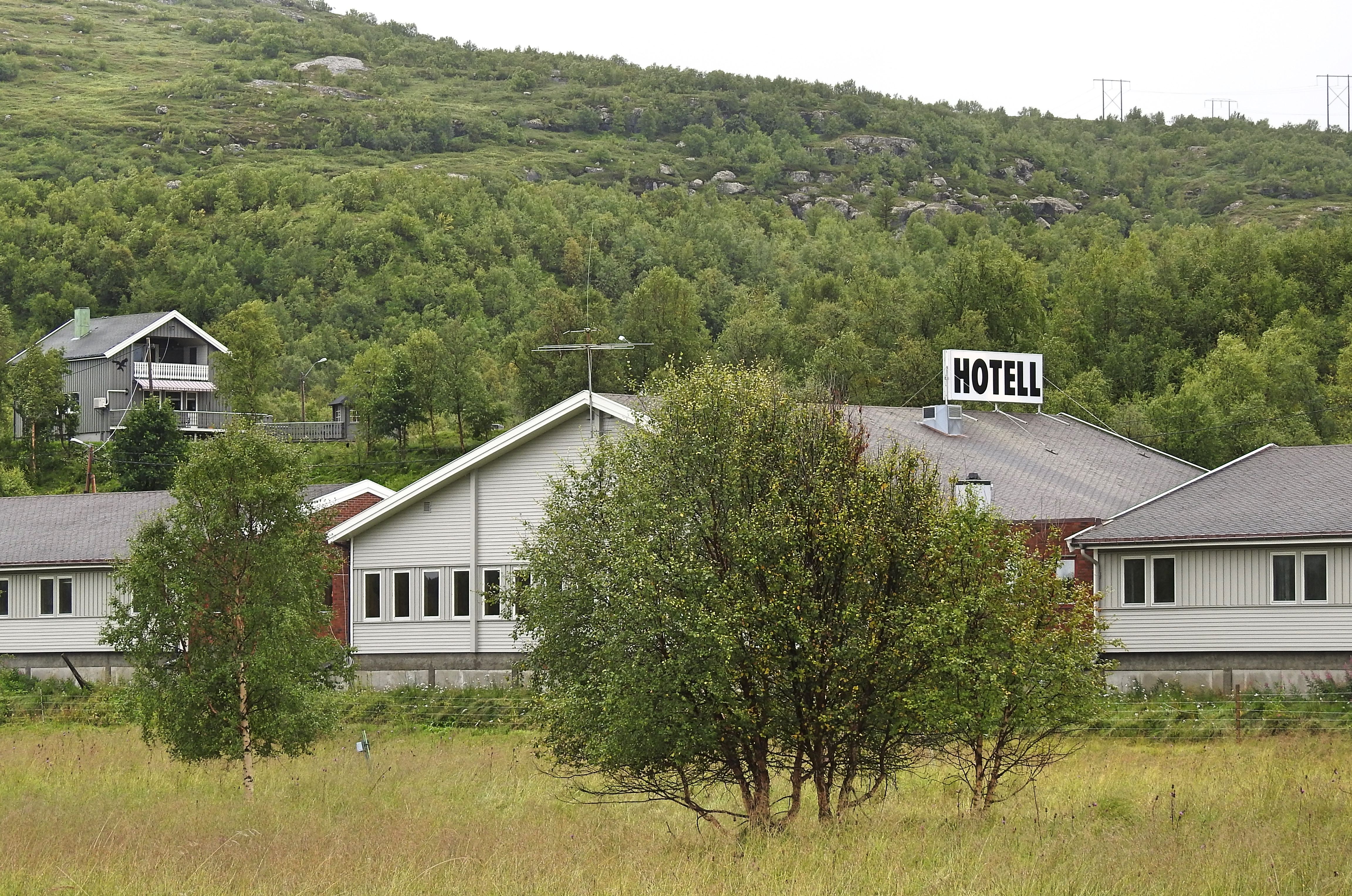
Hotel in Neiden (2017)

Neiden (Skoltsamisch: Njauddâm, Nordsamisch: Njávdán, Finnisch: Näätämö) ist ein Ort in der Kommune Sør-Varanger im Fylke Finnmark im äußersten Nordosten Norwegens mit rund 250 Einwohnern.

## Lage und Verkehr
Das Zentrum von Neiden befindet sich in Nähe der Mündung des Rv 893 (aus Finnland) in die E 6 (zwischen Kirkenes und Varangerbotn), der Brücke über den Wasserfall Skoltefossen im Neidenelv und dem historischen Ortskern Skoltebyen.

## Geschichte
Zusammen mit dem heute in Finnland liegenden Näätämö bildete Neiden ursprünglich die westlichste skoltsamische Siida. Der ursprüngliche Name dieser samischen Siedlung ist Njauddâm sijdd.
1852 wurde die ursprünglich zusammenhängende Siedlung offiziell geteilt. Diese Grenzziehung zwischen Schweden-Norwegen auf der einen und dem zu Russland gehörendem Großfürstentum Finnland auf der anderen Seite behinderte die grenzüberschreitende Rentierzucht und Fischerei und machte die traditionelle Wirtschaft der Lokalbevölkerung teilweise unmöglich.
1905 wurde Norwegen selbständig und die Aufteilung des ursprünglich zusammengehörigen Siedlungsgebietes zwischen Norwegen und Finnland fixiert. Es entstanden der finnische Ort Näätämö und der norwegische Ort Neiden, durch die Staatsgrenze voneinander getrennt.
Während des Zweiten Weltkriegs und als Folge der Besetzung Norwegens durch die Deutsche Wehrmacht war Neiden von den Kämpfen zwischen der Deutschen Wehrmacht und den sowjetischen Truppen betroffen. Ebenso hatte sich in Neiden ein Kriegsgefangenenlager für russische Kriegsgefangene befunden.

## Bevölkerung
Neiden hat 250 Einwohner, darunter Samen, Finnen (Kvenen) und Norweger. Während Neiden bzw. sein historischer Ortskern Skoltebyen ursprüngliches Siedlungsgebiet der Skoltsamen war, sind die Kvenen vor 1945 nach Nordnorwegen eingewandert und finnischen Ursprungs.

## Sehenswürdigkeiten und Tourismus
Sowohl Äʹvv skoltsamisches Museum, welches 2017 fertiggestellt wurde, als auch der historische Ortskern und das Kulturdenkmal Skoltebyen mit der kleinen orthodoxen St. Georgs-Kapelle betonen die Bedeutung des Ortes für die skoltsamischen Bevölkerung. Eine zweite Kirche, die lutheranische Kapelle von Neiden wurde 1902 gebaut und ist eine Arbeit des norwegischen Architekten Karl Norum.
An der Neidenelv befindet sich der Wasserfall von Skoltefossen mit seiner Lachstreppe. Dort wird das sogenannte Käpäla-Fischen, ein von finnischen Einwanderern eingeführtes Netzfischen, betrieben. Der lachsreiche Neidenelv (Finnisch Näätämöjoki) fließt zum großen Teil durch eine völlig einsame und unzugängliche Naturlandschaft und ist bei Fliegenfischern und Paddlern beliebt.
Neiden ist auch eine Zwischenstation des jährlichen Schlittenhunderennens (Finnmarkssløpet), welches von Alta nach Kirkenes führt.
Unmittelbar an der Grenze zum Naturdenkmal Skoltebyen befindet sich ein Hotel mit Restaurant.